# Holospira mesolia
Holospira mesolia är en snäckart som beskrevs av Henry Augustus Pilsbry 1912. Holospira mesolia ingår i släktet Holospira och familjen Urocoptidae. Inga underarter finns listade i Catalogue of Life.